# هولاند أمريكا لاين
هولاند أمريكا لاين (بالإنجليزية: Holland America Line)‏ هي شركة خطوط بحرية للسفن السياحية مقرها في سياتل ،ولاية واشنطن . وهي شركة تابعة لمجموعة كارنيفال كوربرايشن،

## لمحة تاريخية
تأسست شركة هولاند أمريكا لاين في عام 1873 باسم (شركة السفن البخارية الهولندية الأمريكية) لخدمات نقل الركاب وشحن البضائع، كان مقرها الرئيسي في روتردام  وتشغل من موقعها في القارة الأوروبية رحلات إلى أمريكا عبر شمال المحيط الأطلسي. وكانت أول سفينة للشركة هي روتردام (1872) ، والتي أبحرت في رحلتها الأولى التي استغرقت 15 يومًا من هولندا إلى مدينة نيويورك في 15 أكتوبر 1872. وتشغيل رحلات أخرى إلى موانئ عالمية جديدة، بما في ذلك هوبوكين وبالتيمور و موانئ أمريكا الجنوبية.
بحلول أواخر الستينيات انتهى العصر الذهبي لسفن الركاب عبر المحيط الأطلسي وذلك بسبب ازدهار الرحلات الجوية عبر المحيط الأطلسي. وتوقف الخدمة عبر المحيط الأطلسي خلال أوائل السبعينيات. في عام 1973 ، باعت الشركة قسم شحن البضائع الخاص بها. وفي عام 1989 توقفت عن العمل بصفنها شركة هولندية عندما اشترتها مجموعة كارنيفال كوربرايشن مقابل 1.2 مليار غيلدر (530 مليون يورو). وانتقال مقرها إلى سياتل في ولاية واشنطن ، الولايات المتحدة. 
تشغل الشركة حاليًا خمس فئات مختلفة من السفن: السفن الأصغر والأقدم من فئة S ، والأحدث قليلاً والأكبر من فئة روتردام ، وفئة فيستا ، وفئة سجنتشر ، والفئة الأحدث والأكبر فئة بيناكل. تتميز جميع السفن بهيكل أزرق داكن مع بنية علوية بيضاء، مع ظهور شعار الشركة بشكل بارز على مداخن العادم. وتمتلك الشركة أيضًا سلسلة فنادق ويستمارك العاملة في ألاسكا ويوكون  وجزيرة هاف مون كاي الخاصة (تُعرف رسميًا باسم جزيرة سان سلفادور الصغيرة) حيث تقضي معظم الرحلات البحرية في منطقة البحر الكاريبي يومًا هناك.

## السفن السياحية
قائمة بأسماء الأسطول الحالي من السفن السياحية :
| الإسم              | في الخدمة منذ | الحمولة الإجمالية | السرعة القصوى | عدد الركاب  | طوابق الركاب | العلم       | الصورة      |             |
| فئة روتردام        | فئة روتردام   | فئة روتردام       | فئة روتردام   | فئة روتردام | فئة روتردام  | فئة روتردام | فئة روتردام | فئة روتردام |
| ------------------ | ------------- | ----------------- | ------------- | ----------- | ------------ | ----------- | ----------- | ----------- |
| إم إس فولندام      | 1999          | 61,214            | 23 عقدة       | 1,432       | 9            | هولندا      |             |             |
| إم إس زاندام       | 2000          | 61,396            | 23 عقدة       | 1,432       | 9            | هولندا      |             |             |
| فئة فيستا          |               |                   |               |             |              |             |             |             |
| إم إس زيدردام      | 2002          | 82,305            | 24 عقدة       | 1,916       | 10           | هولندا      |             |             |
| إم إس أوستردام     | 2003          | 82,305            | 24 عقدة       | 1,916       | 10           | هولندا      |             |             |
| إم إس ويستردام     | 2004          | 82,305            | 24 عقدة       | 1,916       | 10           | هولندا      |             |             |
| إم إس نوردام       | 2006          | 82,318            | 24 عقدة       | 1,924       | 10           | هولندا      |             |             |
| فئة سجنتشر         |               |                   |               |             |              |             |             |             |
| إم إس يورودام      | 2008          | 86,273            | 23.9 عقدة     | 2,104       | 11           | هولندا      |             |             |
| إم إس نيو أمستردام | 2010          | 86,700            | 23.9 عقدة     | 2,106       | 11           | هولندا      |             |             |
| فئة بيناكل         |               |                   |               |             |              |             |             |             |
| إم إس كوننغزدام    | أبريل 2016    | 99,863            | 22,2 عقدة     | 2,650       | 12           | هولندا      |             |             |
| إم إس ستادندام     | نوفمبر 2018   | 99,863            | 22,2 عقدة     | 2,650       | 12           | هولندا      |             |             |
| إم إس روتردام      | يوليو 2021    | 99,863            | 22,2 عقدة     | 2,650       | 12           | هولندا      |             |             |

## وصلات خارجية
- الموقع الرسمي